# Alt de la Capa
Alt de la Capa – szczyt górski w Pirenejach Wschodnich. Administracyjnie położony jest w Andorze, w parafii La Massana. Wznosi się na wysokość 2572 m n.p.m.
Na północ od szczytu usytuowany jest najwyższy szczyt Andory, Pic de Coma Pedrosa (2946 m n.p.m.), na północny zachód Pic del Port Vell (2654 m n.p.m.), na południowy zachód przełęcz Port de Cabús (2300 m n.p.m.), natomiast na południu położona jest przełęcz Coll la Botella (2069 m n.p.m.).